# 庭田嗣子
庭田 嗣子（にわた つぐこ、文政3年（1820年） - 慶応3年11月9日（1867年12月4日））は、仁孝天皇の典侍。法名は清実院。

## 生涯
父は権大納言の庭田重能。母は大炊御門家孝の娘。兄に庭田重基、五辻高仲がいる。宮中では新典侍、宰相典侍と称された。位階は正五位下。
天保5年（1834年）、初めて宮中に出仕して、天保7年（1836年）には仁孝天皇の典侍となる。弘化3年（1846年）に仁孝天皇は崩御するが、嗣子は退く事を許されず、引き続き宮中御常御殿に留まり、後宮の指導にあたった。
万延元年（1860年）、祐宮睦仁親王（明治天皇)の「御深曽木の儀」に奉仕。同年 、孝明天皇の皇妹和宮親子内親王の将軍徳川家茂への降嫁が決まると、和宮付きを命ぜられて「宰相典侍」の女官名のまま、ともに江戸へ下った。江戸城大奥では和宮の生母・橋本経子（観行院）とともに和宮の側近として大いに貢献した。大奥では観行院と同様に「上臈上座」の位を授けられた。慶応元年（1865年）に観行院が亡くなった後も終生和宮に尽くし、和宮を批判する天璋院や瀧山ら大奥老女らと対立し、「御側日記」を執筆した。
慶応3年（1867年）江戸城大奥で死去した。戒名は清実院殿忠香妙蓮嗣香大姉。墓は京都市黒谷町金戒光明寺龍光院にある。

## 登場作品

### テレビドラマ
- 大奥（1968年・関西テレビ　演：寺島信子）　※役名は常磐井
- 和宮様御留（1981年・フジテレビ　演:：園佳也子）
- 大奥（1983年・関西テレビ　演:：川口敦子）
- 天璋院篤姫（1985年・テレビ朝日　演：南風洋子）
- 和宮様御留（1991年・テレビ朝日　1991年、演:：冨士眞奈美）
- 篤姫（2008年・NHK大河ドラマ　演：中村メイコ）

### 舞台劇
- 和宮様御留（1981年・東京宝塚劇場　演：園佳代子）
- 和宮様御留（2006年・新橋演舞場　演：小川眞由美）